# Барнаул (баскетбольный клуб)
«Барнаул» — российский баскетбольный клуб из Барнаула. Выступает в Суперлиге-1 дивизион и Кубок России.

## История
30 июля 2020 года в министерстве спорта Алтайского края состоялась пресс-конференция, посвящённая презентации новой баскетбольной команды Алтайского края — «Барнаул». В ней приняли участие: министр спорта Алтайского края Алексей Перфильев, исполнительный директор БК «Барнаул» Виталий Мантлер и главный тренер команды Евгений Горев.

Министр спорта Алтайского края Алексей Перфильев прокомментировал создание нового клуба:
Мы готовы объявить о новом этапе развития баскетбола в нашем регионе. Несмотря на непростую ситуацию со спортом в условиях пандемии, сформирована стратегия движения вперёд.
Все мы, конечно же, помним, что ещё совсем недавно на спортивной карте страны наш край был представлен коллективом «АлтайБаскет». Это команда, которая собрала вокруг себя истинных любителей баскетбола Алтайского баскетбола. Скажем спасибо всем, кто стоял у истоков создания и развития этого клуба, кто на протяжении всей его истории завоёвывал спортивные трофеи и симпатии болельщиков.
С сегодняшнего дня начинается новая глава алтайского баскетбола. Итак, представлю: в сезоне 2020/2021 профессиональный баскетбол в крае продолжает своё развитие под знаменем нового баскетбольного клуба «Барнаул» — с новым логотипом, новым составом, новыми амбициозными целями, и, я уверен, по-прежнему преданными болельщиками.
Новое название мы анонсировали в социальных сетях на прошлой неделе. Оно сразу вызвало массу вопросов. К сожалению, так сложилось, что мы встали перед выбором: отказаться от главной команды и пропустить сезон, или идти в новый сезон с новым названием. Мы выбрали второй вариант. Причины, которые поставили нас перед сложным выбором, были следующие. После сезона, который экстренно завершился из-за пандемии, у клуба «АлтайБаскет» образовались задолженности. Это долги перед Российской федерацией баскетбола и кредиторами. Возникли проблемы юридического характера с использованием текущего названия команды. В таких обстоятельствах было невозможно заявить клуб со старым названием. Нонсенс, но запретили даже использовать слова «Алтай» и «Баскет» в наименовании.
Итак, почему именно БК «Барнаул»? Кроме географической привязки, мы решили сохранить полюбившийся болельщикам волка Ди - маскота клуба «АлтайБаскет». Серый уже стал своеобразным брендом алтайского баскетбола. Из истории мы знаем, что Барнаул, в исходной форме произошёл, скорее всего, производное от Бороноул. «Боро» в тюркских и монгольских языках означает слово «волк», а «ул» - река. Получается, что Барнаул - это волчья река. Так что название нам подсказал сам волк Ди. Надеемся, что на паркете команда «Барнаул» будет такой же агрессивной, зубастой и кусачей. Ну, а вместе с болельщиками мы образуем одну стаю, которая движется к победе.

Вместе с названием у нас появился новый логотип. Уверен, он станет узнаваемым. Будет ассоциироваться с командой, которая стремится к максимальному результату.»

## Результаты выступлений
| Сезон     | Суперлига-1 дивизион | Суперлига-2 дивизион | Кубок России |
| --------- | -------------------- | -------------------- | ------------ |
| 2020/2021 | —                    | 1 место              | 1/32 финала  |
| 2021/2022 | 10 место             | —                    | 1/8 финала   |
| 2022/2023 | 13 место             | —                    | 1/8 финала   |
| 2023/2024 | 1/4 финала           | —                    | 1/16 финала  |

## Достижения
Суперлига-2 дивизион
- Чемпион: 2020/2021

## Главные тренеры
- 2020—2022 —  Евгений Горев
- 2022—2023 —  Олег Тен[2]
- 2023 —  Иван Датьев (и.о.)[3]
- 2023–н. в. —  Александр Герасимов

## Капитаны команды
- 2020—2022 —  Дмитрий Злобин
- 2022—2023 —  Евгений Войтюк
- 2023—2024 —  Алимджан Федюшин
- 2024—н.в —  Дмитрий Карбусов